# 베트남 군사 분계선

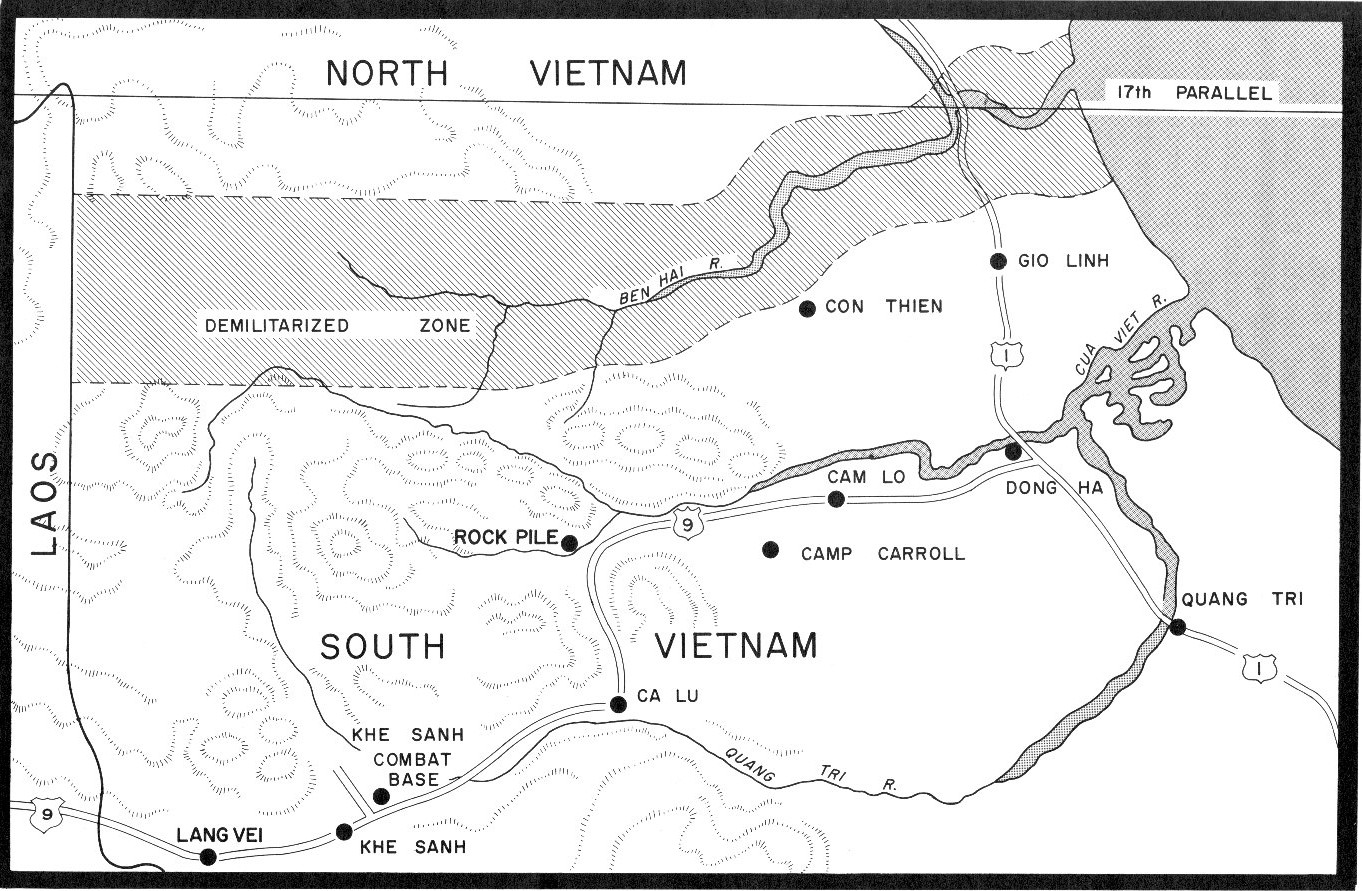
베트남 비무장지대 지도

베트남 군사 분계선(越南軍事分界線)은 제1차 인도차이나 전쟁의 결과 1954년 체결된 제네바 협정에 의해 확립된 남베트남(월남)과 북베트남(월맹)의 분계선이다. 통칭 북위 17도선으로 일컬어지나, 실제로는 북위 17도선보다 약간 남쪽에 위치한, 꽝찌성을 흐르는 벤하이강을 따라서 설정되었다. 또한 군사분계선의 남북으로 각각 2 km의 비무장지대가 설정되었다. 응우옌 왕조의 옛 수도 후에는 군사분계선에서 남쪽으로 약 100 km 지점에 위치해 있었다.
1975년 월남정부의 붕괴에 따라 사실상 의미를 잃게 되었으며, 이듬해 공산체제에 의한 통일 베트남정부 수립에 따라 해제되었다.

## 개요
제1차 인도차이나 전쟁의 휴전선이며, 1954년 7월 21일의 제네바 협정에 의해 발효되었다. 거의 북위 17도에 걸쳐 있었고, 한반도의 군사분계선인 38선과 비교해 17도선이라고도 불렸다.
베트남 전쟁 기간 동안 군사분계선 일대는 북베트남 군과 남베트남 군, 미군 모두에게 중요한 전장이었다. 그러나 현재는 관광지로 관광객 등이 누구나 방문할 수 있게 되어 있다.

## 지리
군사분계선은 남북 1600 km 이상에 이르는 현재 베트남의 국토에서 거의 중간을 지나는 북위 17도를 따라 동서로 지나고 있었다. 군사분계선 주변에는 남북으로 폭 2 km 씩(총 4 km)의 비무장 지대(DMZ)가 설정되어 있으며, 대부분은 벤하이강이 경계가 되고 있었다. 무엇보다, 베트남 전쟁 기간 동안 그 부근은 북베트남 군의 통제 하에 있고, 남베트남 군과 미군에게 고민 거리가 되고 있었다. 또한 이전 군사분계선의 주요 도시로 옛 베트남 왕조의 왕도였던 후에가 국경에서 약 100 km 정도 남쪽에 위치해 있었다.

## 역사

### 제1차 인도차이나 전쟁
제1차 인도차이나 전쟁은 1946년부터 1954년까지 프랑스와 호찌민 주도 하에 베트남민주공화국과 싸운 전쟁이었다. 제2차 세계대전 중 비엣민은 일본군의 베트남 점령에 대항하여 저항을 하는 가운데 서서히 전투 기술을 숙달해 갔다. 그리고 대전 후에는 이전 프랑스령 인도차이나 연방의 재건을 도모하는 프랑스 정권에 대항하여 봉기한 것으로, 1946년부터 7년에 달하는 피투성이의 전쟁을 계속했다. 제1차 인도차이나 전쟁이 프랑스 국민들에게 좋은 평을 받은 것은 아니었지만, 제2차 세계대전의 참화에서 부흥을 목표로 하고 있던 제4공화국 정부는 결과적으로 전쟁 수행을 계속하는 모양새가 된 것이다. 전쟁 중 미국은 정치 · 경제적으로 프랑스를 지지하고 있었다. 그러나 디엔비엔푸 전투에서 프랑스군이 엄청난 손실을 기록하자, 제네바 협정의 체결에 이르렀다.

### 군사분계선 설치
1954년 7월 21일에 체결된 제네바 협정은 베트남을 공산주의 국가인 북베트남과 친서방 진영인 남베트남을 일시적으로 분할하는 것에 동의했다. 그리고 그 협정에는 17도선을 ‘잠정적인 군사분계선’으로 규정하고 있었다. 제네바 협정은 1956년 7월에 자유선거를 실시하여 통일적인 중앙 정부를 수립할 것을 결정했다. 그러나 협정은 프랑스와 베트남 북부만 체결하였고, 미국과 남베트남(베트남국)은 통일 선거가 호찌민의 압승으로 끝날 수 있다고 생각했기 때문에 협정 서명을 거부했다.
이것은 일당 독재 하의 공산정권에서 정상적인 민주적 선거가 실제로 수행될 수 있을 지도 의문이었고, 또한 그 선거에 국제적인 감시 기구조차 존재하지 없었기 때문이다. 그러한 상태에서 선거가 실시되면 동남아 전역이 공산주의화되어 공산화의 물결, 즉 도미노 이론이 확산되는 것이 아니냐는 위기감을 안고 있었기 때문이기도 했다.
그 후 베트남국의 국가원수인 바오다이는 총리 응오딘지엠을 임명했다. 그러나 미국의 지원을 받은 응오딘지엠은 1955년에 국민투표를 통해 바오다이의 면직과 베트남공화국의 세우고 초대 대통령에 취임을 했다. 이로써 남북 베트남 정부는 베트남 통일을 둘러싸고 체제간 경쟁을 하게 되었으며, 남베트남의 남베트남 민족해방전선에 의한 내전이 점차 베트남 전쟁으로 발전해 나가게 되었다.

### 군사분계선의 소멸
본래는 임시적인 존재였던 군사분계선이 약 22년에 걸쳐 베트남을 남북 별개의 국가로 계속 분단시켰다. 그러나 1975년 4월 30일 사이공 함락에 따라 베트남 전쟁이 끝나게 되었고, 남북 베트남 정부의 체제 간 경쟁이 공산주의 체제의 승리로 끝났다. 1976년의 베트남 사회주의 공화국이 수립되어 베트남이 통일되자 군사 분계선은 소멸했다.

## 관광
후에의 신카페나 등 의 여행사 투어를 이용하면 당일 치기로 갈 수 있다.

## 같이 보기
- 제1차 인도차이나 전쟁
- 제네바 협정
- 베트남 전쟁
- 호치민 루트